# Lucien Douillard
Lucien Douillard est un architecte français né le 15 janvier 1829 à Nantes et mort le 21 octobre 1888 à Paris 6e.

## Biographie
Lucien Louis Marie Michel Douillard est le fils de Louis-Prudent Douillard et le petit-neveu de Mathurin Crucy. Il complète une lignée de cinq générations d'architectes de la famille Douillard à la suite de son père, ainsi que son oncle Constant Douillard et son grand-père Julien-François Douillard, également député sous le Directoire et maire de Nantes en 1798.
Élève de Guillaume Abel Blouet et de Prosper Morey, il fait l'École des beaux-arts en 1848.
Il obtient le second grand Prix de Rome en architecture en 1852.
Il est inspecteur des travaux de l'Assistance publique de 1856 à 1858, puis inspecteur des travaux du Louvre et des Tuileries de 1857 à 1862.
Il se marie le 24 janvier 1860 avec Aline Siffait, fille d'Oswlad Siffait, botaniste des Folies Siffait, et de Rosalie Lorette, fille du maire de Clisson. Cette dernière le laisse veuf en 1863 avec une petite-fille de moins d'un an, Marie.
Lors du concours du Sacré-Cœur de Montmartre, il obtient la quatrième place.
Le 7 juillet 1874, il est nommé architecte diocésain à Orléans, à la place de Devrez puis, le 14 avril 1875, architecte diocésain de Tulle en remplacement de Wilbrod Chabrol.
Le 15 janvier 1878, il achète le château de Beauregard à Saint-Avé (Morbihan) à la famille Aubert et y effectue de nombreux travaux de réaménagement avant de céder la propriété à son gendre Louis, marquis Guyot d'Asnières de Salins en 1883.
Il meurt à Paris le 21 octobre 1888 à son domicile 11, rue d'Assas.

## Distinctions
- Chevalier de l'ordre de Saint-Grégoire-le-Grand

## Œuvres
Douillard a construit beaucoup de bâtiments religieux et de bâtiments sociaux à Paris en tant qu'architecte de l'Assistance publique :
- à Paris :
  - maison des Petites Sœurs des pauvres, no 41 puis no 45 rue Notre-Dame des Champs (détruit)[5],
  - chapelle et couvent des Oblats de Marie-Immaculée, rue de Saint-Pétersbourg, devenue église Saint-André-de-l'Europe,
  - chapelle et cloître de la communauté des barnabites, rue du Valois du Roule, à l'angle de la rue Vézelay (détruit en 1862)[6],
  - grande chapelle des Allemands, no 212 rue Lafayette devenue l'église Saint-Joseph-Artisan de Paris,
  - chapelle Sainte-Rosalie, rue du Petit-Gentilly devenue église Sainte-Rosalie,
  - chapelle et couvent des capucins au no 13, rue de la Santé (détruit)[7],
  - tombeau du curé Desgenettes à Notre-Dame des Victoires,
  - écoles de la rue d'Alleret à Paris-Plaisance (existant au no 42 rue d'Alleray, école maternelle),
  - école primaire rue de l'Ouest (détruit),
  - écoles et chapelle du curé de Saint-Sulpice, no 36 rue de l'Ouest (détruit lors du réaménagement du quartier dans les années 1970),
  - établissement des enfants incurables à Vaugirard, ancienne dépendance de l'hôpital Necker-Enfants malades[8],
  - appartement du monastère des dames carmélites du no 5 rue de Messine (existant),
  - hôtels du comte de Barthélémy et du commandant Cosnier, rue de Hambourg,
  - hôtel au no 14 de la rue d'Assas[9],
  - maison de Poussielgue, no 27 rue Cassette,
  - deux maisons pour la Compagnie immobilière, boulevard du prince-Eugène (ancien 214-216),
  - maison d'Hombery, substitut du procureur impérial, no 96 rue de l'Ouest,
  - installation du cercle du no 1, rue Royale,
  - l'abbaye-aux-Bois au no 16 rue de Sèvres,
  - travaux de décoration et d'entretien exécutés pour la fabrique de Saint-Sulpice et les carmélites de la rue d'Enfer (rue Denfert-Rochereau),
  - travaux d'entretien du Palais des Tuileries et du Palais du Louvre,
  - chapelle et couvent des Révérends Pères de Terre-Sainte, rue des Fourneaux (qui devient plus tard rue Falguière) prolongeant en face au no 14. Après l'expulsion de la communauté consécutive aux lois anticléricales en 1880 et 1901, le couvent sert de premiers locaux à l'école Breguet en 1904[10] ;
- à Arcueil : première aile du collège Albert-le-Grand (1865-1866) (détruit) ;
- à Orléans : tombeau de Mgr Dupanloup[11] ; le tombeau est à dissocier du mausolée de la cathédrale du sculpteur Henri Chapu ;
- à Loigny-la-Bataille : église Saint-Lucain, musée de la Guerre de 1870, chapelle mortuaire et crypte ossuaire accueillant les soldats tombés lors de la guerre franco-allemande de 1870[12]. La première pierre du nouvel ensemble est posée le 2 décembre 1872. Le chœur, la nef, les bas-côtés et la sacristie sont achevés en 1874. Le clocher est érigé seulement en 1899 ;
- à La Couyère : château du Plessix du marquis de Langle[N 1], importants remaniements ;
- à Juigné-sur-Sarthe : écuries et dépendances du château de Juigné pour le marquis de Juigné ;
- à Nantes : couvent de la retraite de Nazareth ;
- à Paimboeuf : église Saint-Louis de Paimbœuf(1877-1879) en association avec son frère Ludovic ;
- à Melrand : Scala Santa additionnelle à la chapelle Notre-Dame du Guelhouit ;
- à Confort : chapelle, hospice et la communauté des soeurs de Saint-Vincent-de-Paul ;
- à Strasbourg : chapelle des dames dominicaines, place Saint-Nicolas-aux-Ondes ;
- à Limésy : chapelle Saint Adrien, en style XVe siècle, du château de Bagneux au lieu-dit Frontebosc du comte de Bagneux[13] ;
- à Saint-Avé : remaniement du château de Beauregard, propriété qu'il rachète en 1878 ;
- à Mossoul : Église Notre-Dame-de-l'Heure (Mossoul), chapelle et couvent des dominicains, intégrant une horloge offerte par l'impératrice Eugénie dans le clocher et une réplique de la grotte de Lourdes. Sévèrement endommagée par Daesh en 2016, l'église est rénovée à partir de 2020 en lien avec l’Ordre des Prêcheurs et grâce à un financement des Émirats (à la suite notamment de la visite du Pape François à Abu Dhabi en février 2019) après que l’Unesco ait lancé une procédure de réhabilitation de l’emblématique édifice[14].

Œuvres de Lucien Douillard
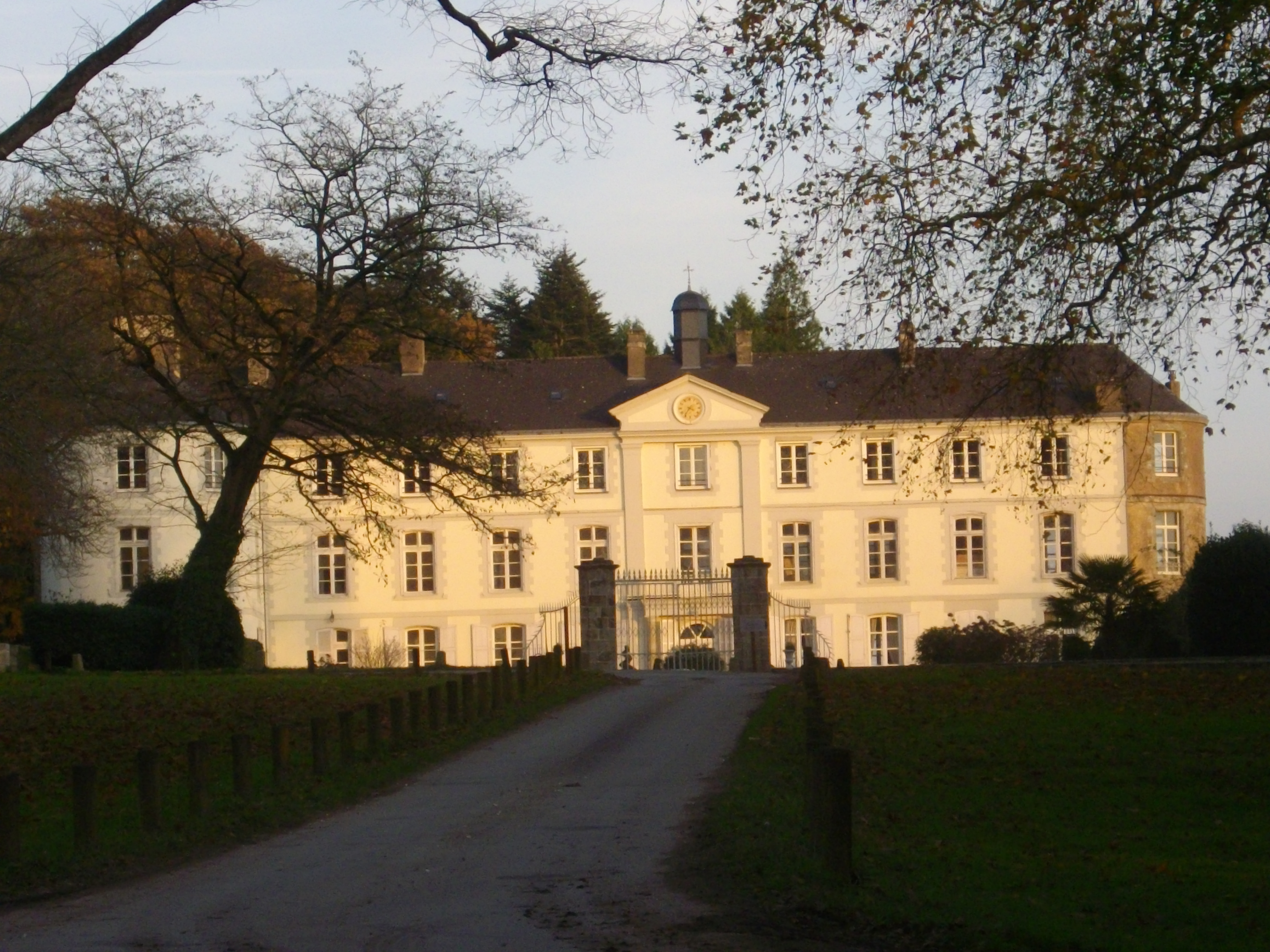
Château de Beauregard (sa maison).
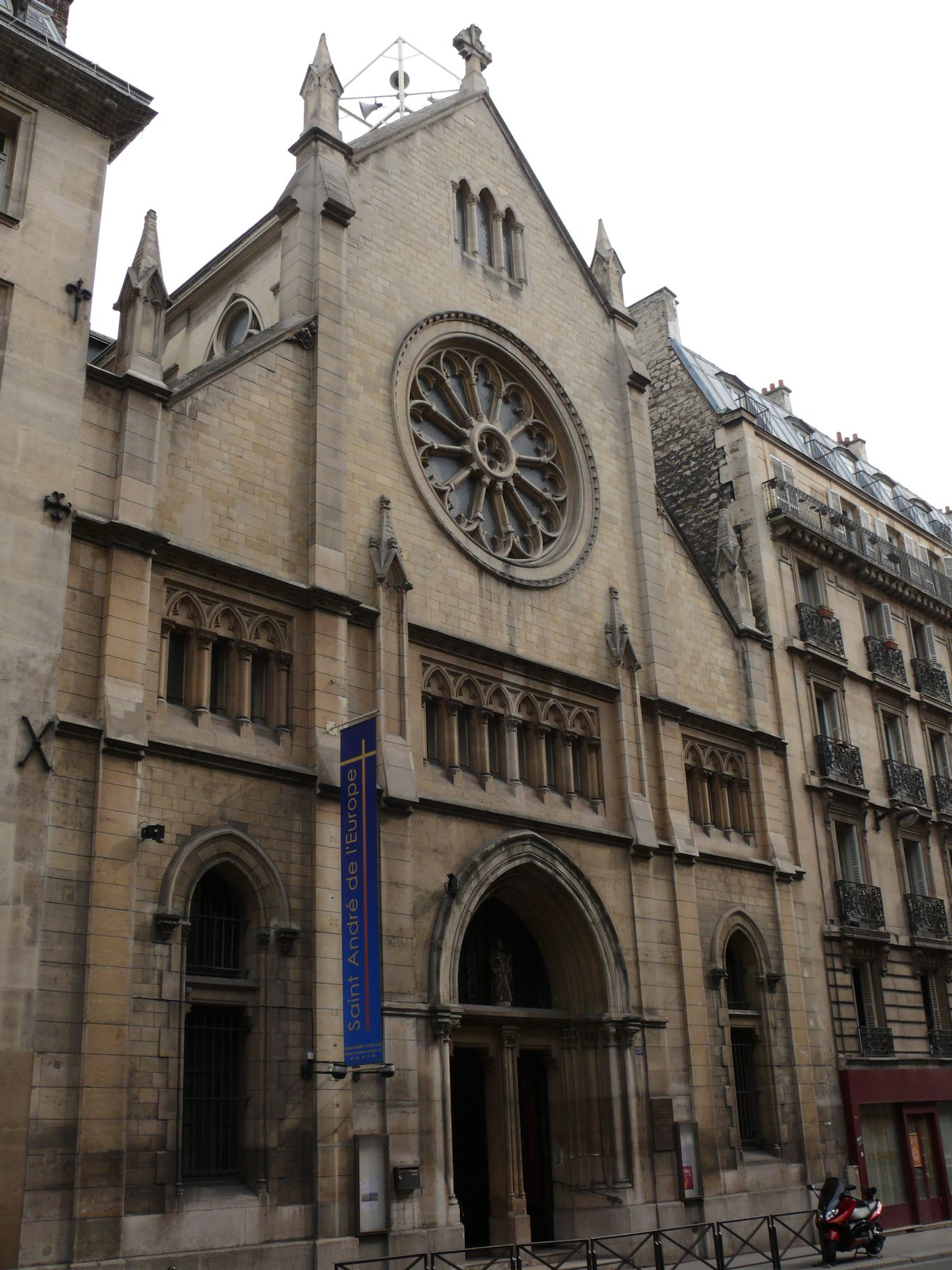
Église Saint André de l'Europe.
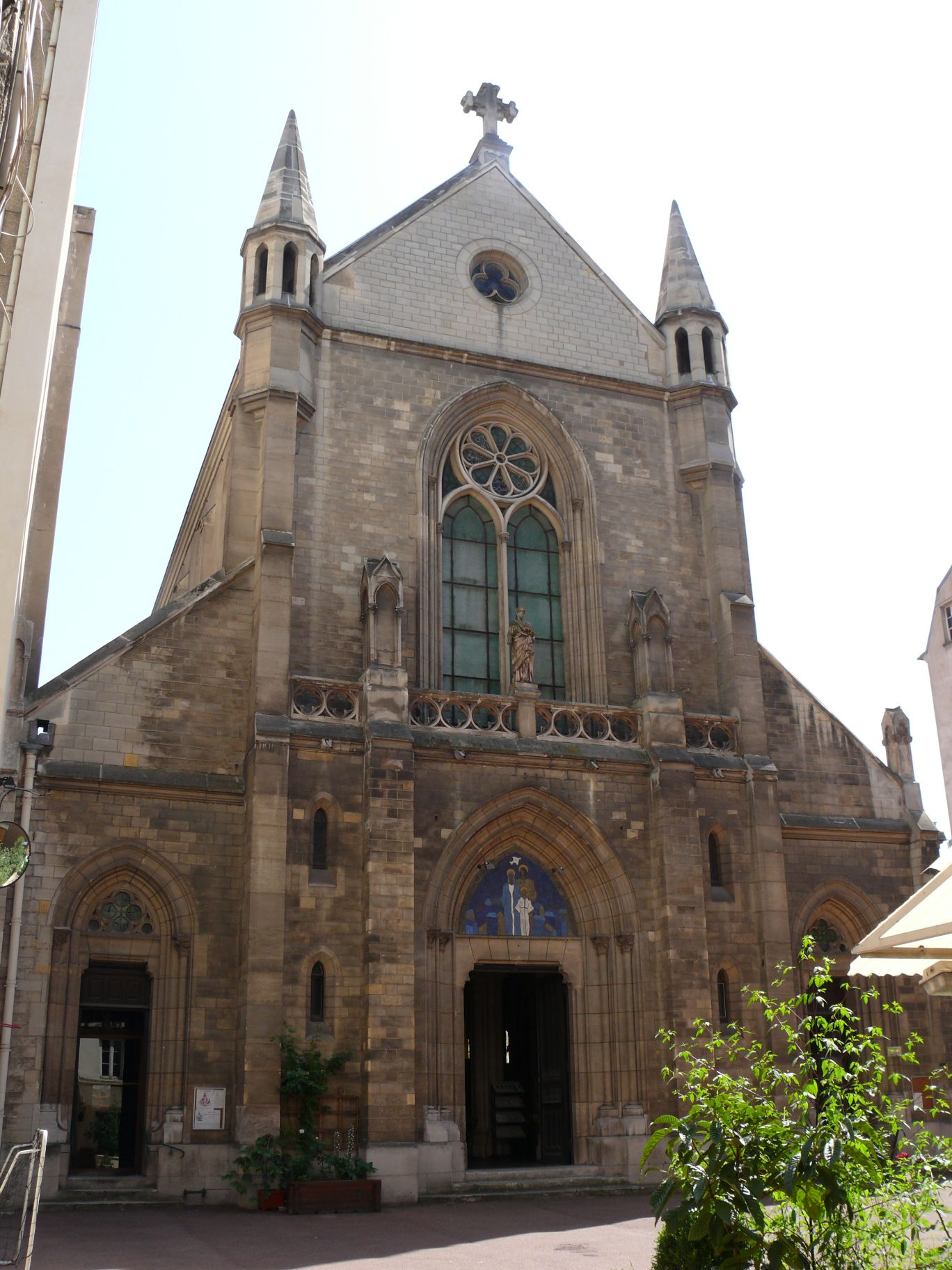
Église Saint Joseph Artisan.
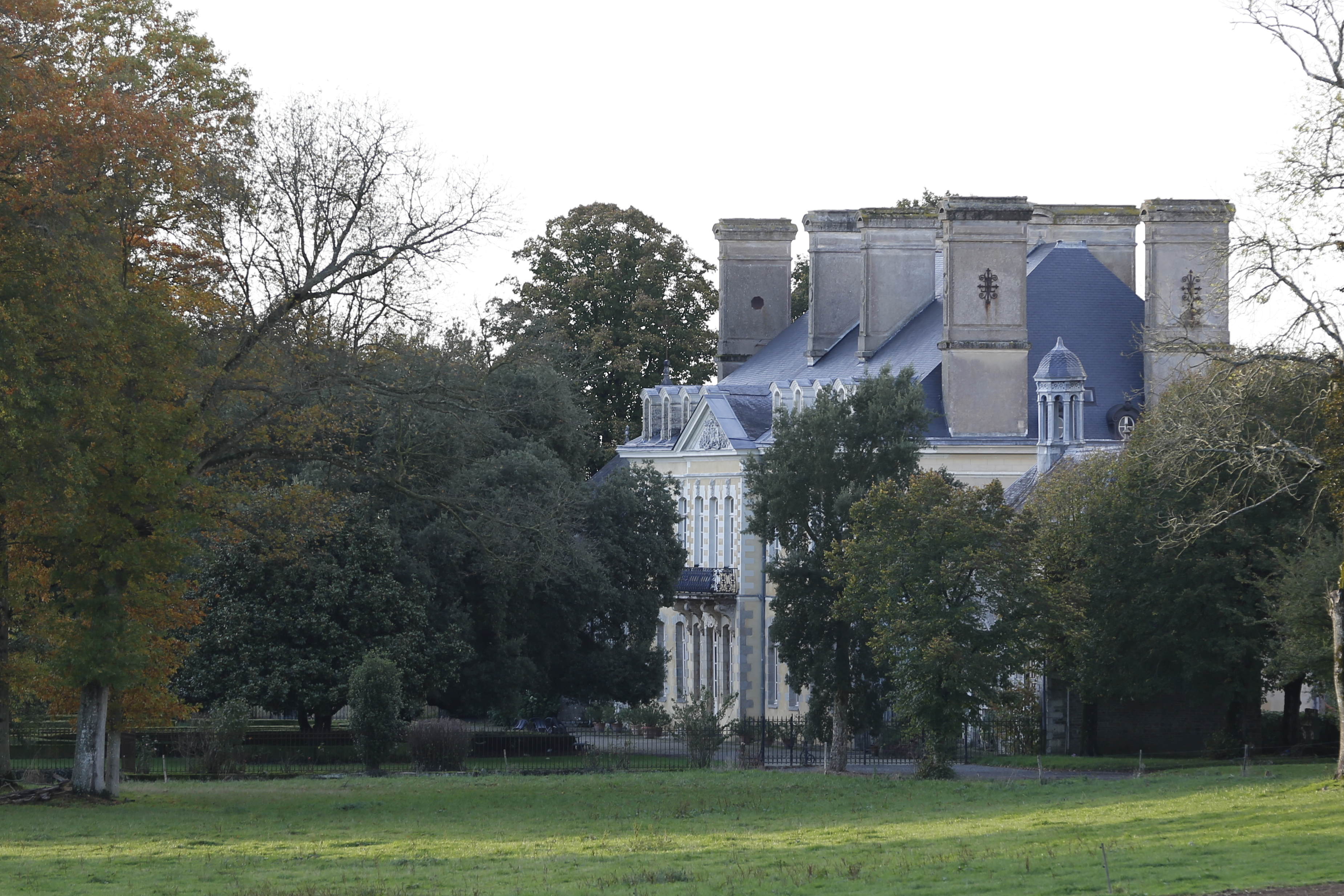
Château du Plessix.
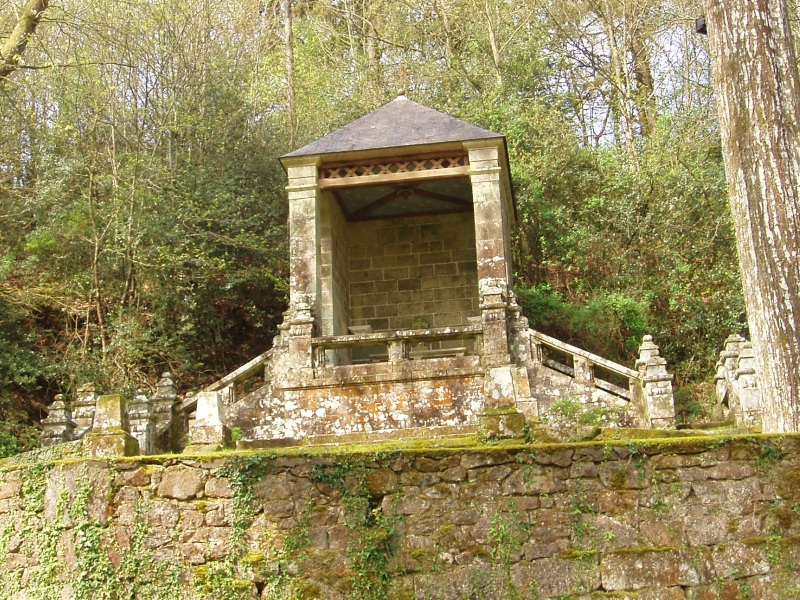
Scala Santa Notre-Dame du Guelhouit.
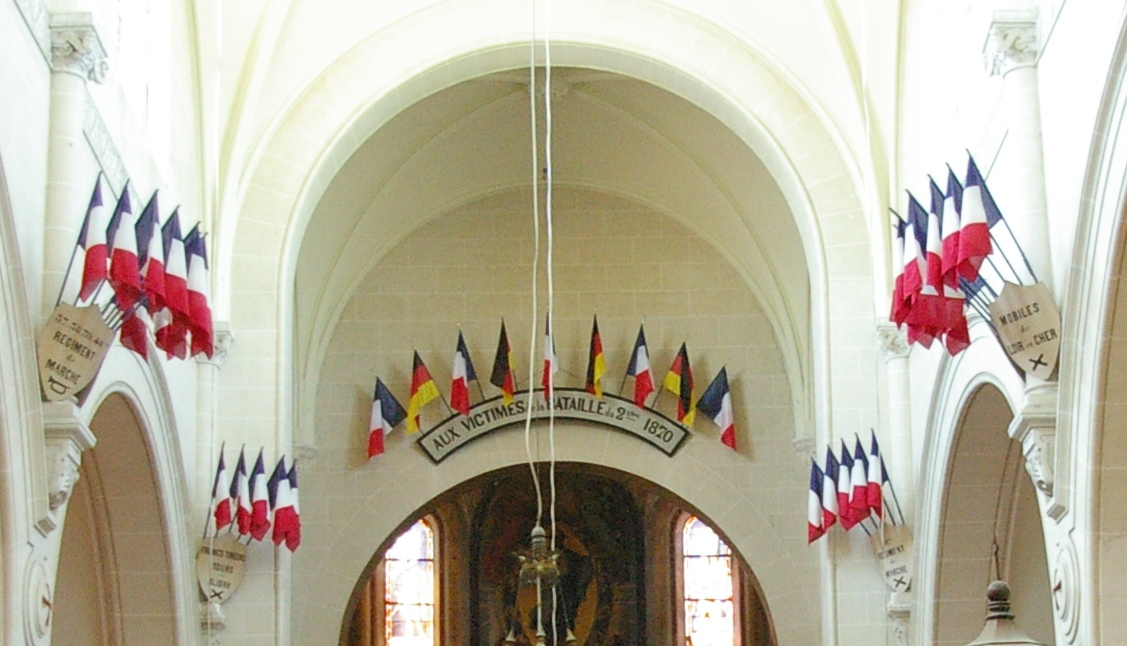
Église Saint Lucain de Loigny-la-Bataille.

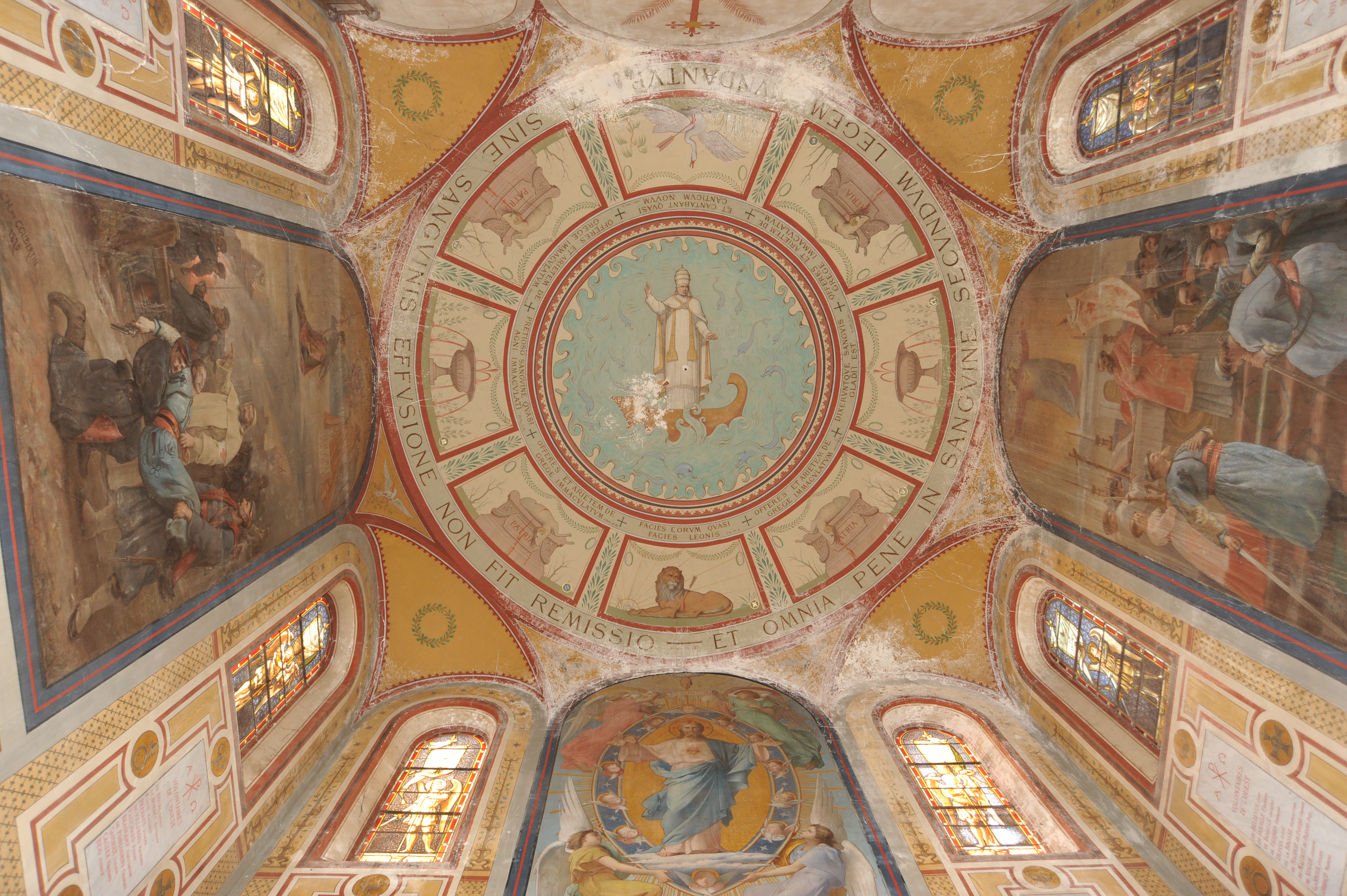
Chapelle mortuaire de l'église de Loigny-la-Bataille.
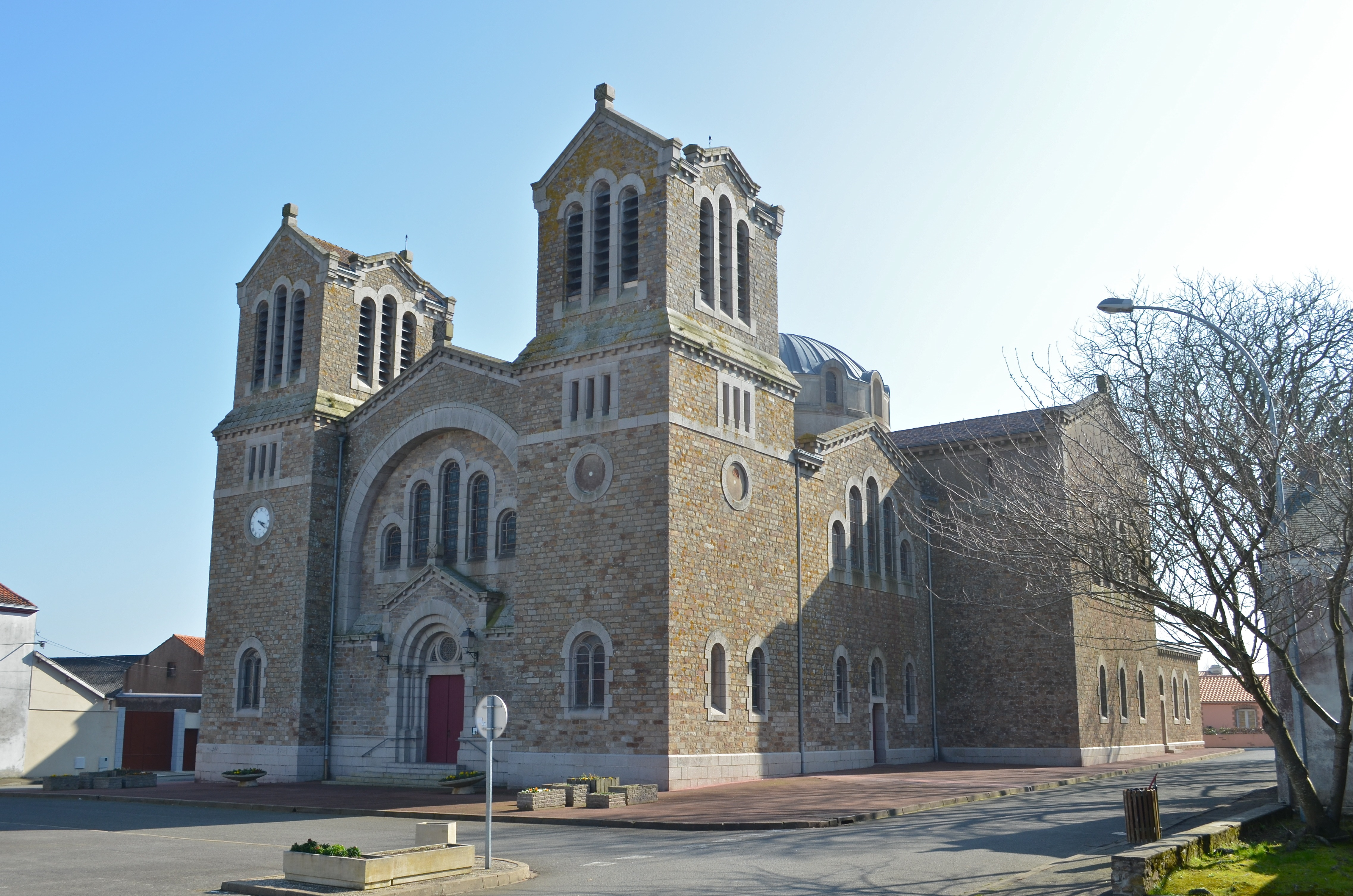
Église Saint Louis de Paimboeuf.
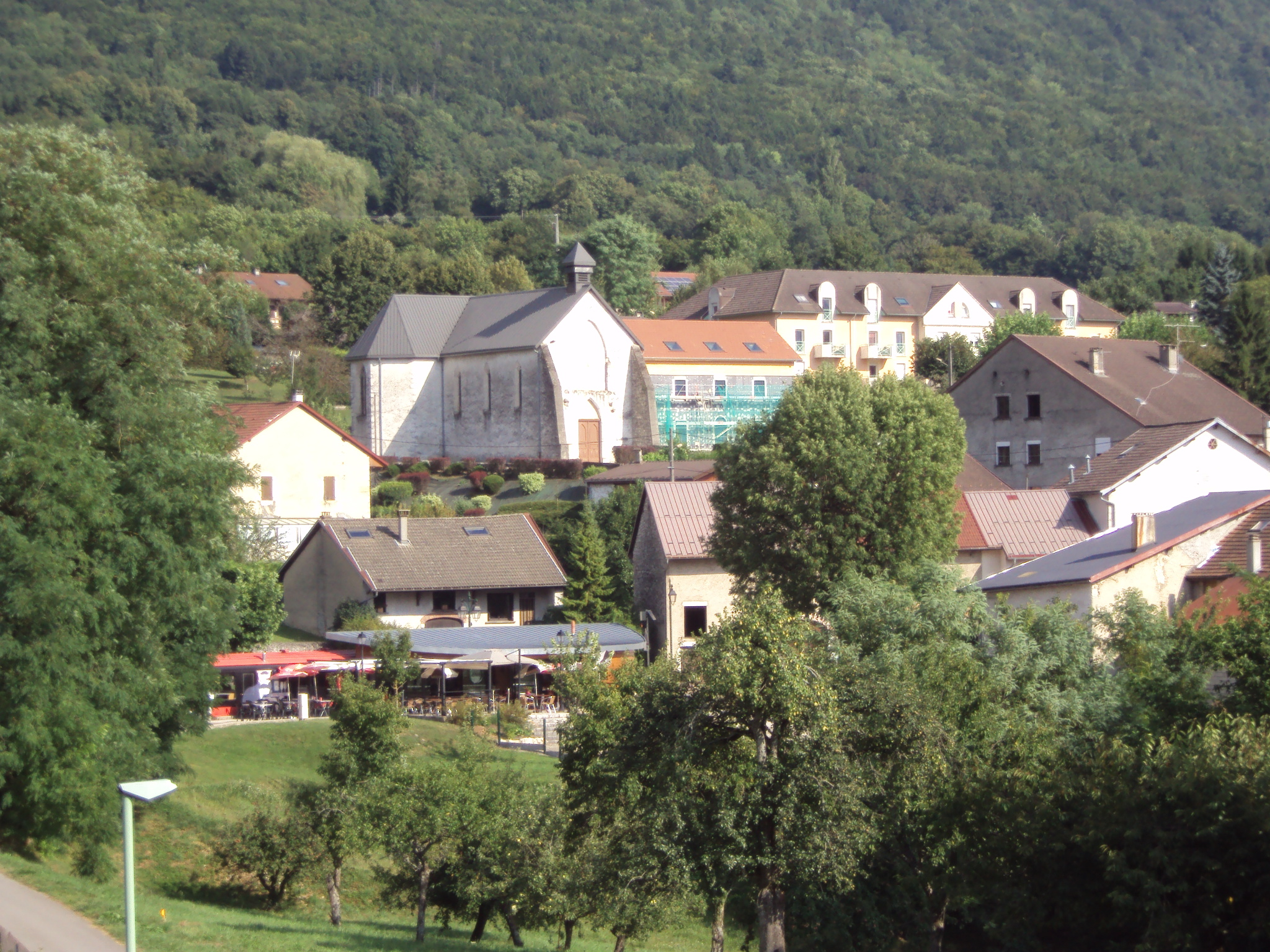
Chapelle et hospice de Confort (Ain).
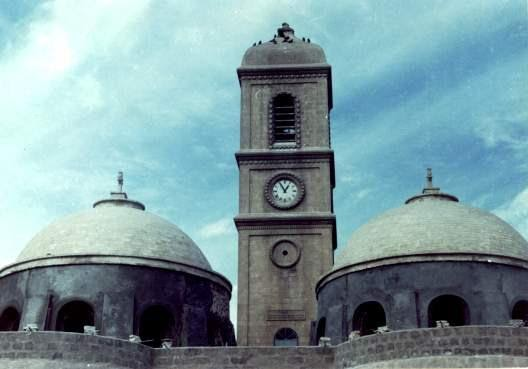
Église de Mossoul.